# Cheling
Cheling (kinesiska: 车岭镇, 车岭) är en köping i Kina. Den ligger i provinsen Sichuan, i den sydvästra delen av landet, omkring 100 kilometer sydväst om provinshuvudstaden Chengdu. Antalet invånare är 18 973. Befolkningen består av 9 163 kvinnor och 9 810 män. Barn under 15 år utgör 16,0 %, vuxna 15-64 år 70 %, och äldre över 65 år 13,0 %.
Genomsnittlig årsnederbörd är 1 442 millimeter. Den regnigaste månaden är juli, med i genomsnitt 387 mm nederbörd, och den torraste är januari, med 12 mm nederbörd.